# سولت ليك تريبيون
سولت ليك تريبيون (بالإنجليزية: The Salt Lake Tribune)‏ هي صحيفة يومية تُصدر في مدينة سالت لايك سيتي، يوتا، وهي أكبر دورية متداولة في أيام الأسبوع ولكنها ثاني أكبر دورية أيام الأحد وراء ديزيريت نيوز.

## روابط خارجية
- سولت ليك تريبيون على موقع روتن توميتوز (الإنجليزية)